# Lilla Kroksjön (Ronneby socken, Blekinge)
Lilla Kroksjön är en sjö i Ronneby kommun i Blekinge och ingår i Ronnebyån-Vierydsåns kustområde.